# ديوبند
دیوبند (بالهندية:देवबंद)  بلدۃ صغیرۃ فی مدیریة سھارن بور (ولایة أتر برديش) الھند۔ حيث تحتضن الجامعة الإسلامیة دار العلوم الشھیرۃ۔وإن ھذہ المدینة من الأماکن المقدسة عند الطائفة الدیوبندیة .

## أعلام
- محمد تقي العثماني
- محمد شفيع الديوبندي
- أنور شاه الكشميري
- محمد قاسم النانوتوي
- قاري محمد طيب